# Lina Bertucciová
Lina Bertucciová (nepřechýleně Lina Bertucci; * 1958) je americká subkulturní umělkyně, která se specializuje na fotografii a film.

## Životopis
Bertucciová studovala na Egejském centru výtvarného umění v Řecku (1976), poté získala BFA v oboru fotografie a video na Wisconsinské univerzitě v Madisonu (1978) a magisterský titul v oboru fotografie na Pratt Institute v New Yorku (1980). Její práce se zaměřují spíše na ženy a gender, přičemž jedním z jejích nejznámějších děl je Women in the Tattoo Subculture. Za svou práci získala v roce 2008 Stříbrného lva na filmovém festivalu v Benátkách. Bydlí v Chicagu v Illinois a v New Yorku.

## Dílo
- Railroad voices. Stanford, Kalifornie: Stanford University Press, 1998. ISBN 0804732094
- To nejnovější z New Yorku s podtitulem Young photographers from the Big Apple, Prague Biennale Photo 2009